# المصطبة (طرطوس)
قرية المصطبة هي قرية سياحية تقع شرقي محافظة طرطوس السورية على بعد حوالي 20 كيلو متر، وترتفع حوالي 450 م عن سطح البحر، وهي تابعة إداريا لمنطقة الدريكيش، وتمتد على مساحات واسعة من غابات الزيتون.

## السكان
عدد سكانها تقريبا 2000 نسمة معظمهم موظفون في دوائر الحكومة وأغلبهم يسكنون خارج القرية -في المحافظة- بسبب طبيعة عملهم وظروف المواصلات.

## المعالم الدينية في القرية
من أشهرها مقام ديني كبير للعلامة الشيخ عبد الكريم محمد محمود وهو أحد أكبر علماء الدين العلويين ومعروف جدا بينهم، له مؤلفات عديدة والمشهورة جداوقصائد دينية كثيرة معروفة في ألأوساط العلوية.

## المعالم السياحية في القرية
غابة صنوبر كبيرة مطلة عليها تعتبر من أكبر غابات الصنوبر ، ومن الغابات البكر في المحافظة قصر في أسفل القرية يسمى قصر جمره، وتوجد أكثر من عين مياه في القرية